# Hrabstwo Sherman (Teksas)
Hrabstwo Sherman – wiodące rolnicze hrabstwo w USA, w stanie Teksas, w regionie Panhandle, położone przy granicy ze stanem Oklahoma. Jego siedzibą jest Stratford. Założone w 1876 roku. Według danych z 2023 liczy 2678 mieszkańców, w tym jedna piąta urodziła się poza granicami USA.

## Sąsiednie hrabstwa
- Hrabstwo Texas, Oklahoma (północ)
- Hrabstwo Hansford (wschód)
- Hrabstwo Moore (południe)
- Hrabstwo Dallam (zachód)
- Hrabstwo Cimarron, Oklahoma (północny zachód)
- Hrabstwo Hartley (południowy zachód)
- Hrabstwo Hutchinson (południowy wschód)

## Historia
Do roku 2012 hrabstwo było jednym z ostatnich w Teksasie tzw. dry county, czyli hrabstwem gdzie decyzją lokalnych władz obowiązywała całkowita prohibicja. 6 listopada 2012 r. odbyły się wybory w sprawie „legalnej sprzedaży wszystkich napojów alkoholowych, w tym napojów mieszanych”. Propozycja przeszła 582 głosami poparcia i 431 sprzeciwu.

## Gospodarka
W 2022 roku obszar ten zajął 7. miejsce w stanie i 58. w kraju pod względem wpływów z rolnictwa. Produkcja kukurydzy, wieprzowiny, wołowiny i nabiałów należą do najwyższych w stanie i w kraju. Do znaczących produktów rolnych należą także: pszenica, bawełna i sorgo. 28% areału gospodarstw stanowią pastwiska i 70% to obszary uprawne.
Produkcja gazu ziemnego stała się ważnym elementem lokalnej gospodarki.

## Demografia
W latach 2000–2020 populacja skurczyła się o 12,7%. Według danych pięcioletnich z 2023 roku, mieszkańcy deklarują głównie pochodzenie meksykańskie (43,1%), niemieckie (13%), irlandzkie (9,2%), „amerykańskie” (8,1%) i angielskie (4,8%).

### Miasta i miejscowości
- Stratford
- Texhoma

## Drogi główne
- U.S. Highway 54
- U.S. Highway 287
- State Highway 15